# Legend of the Forgotten Reign – Chapter I: The Destruction
Legend of the Forgotten Reign – Chapter I: The Destruction – pierwsza płyta włoskiego zespołu powermetalowego Kaledon, wydana 9 października 2002. W skład płyty wchodzi jedenaście utworów. Przed wydaniem płyty muzycy wydali cztery dema.

## Lista utworów
1. The Calling
2. In Search of Kaledon
3. Army of the Undead King
4. Thunder in the Sky
5. Streets of the Kingdom
6. Spirit of the Dragon
7. Hero of the Land
8. God Says Yes
9. Deep Forest
10. Desert Land of Warriors
11. The Jackal's Fall